# Іван Дуке Маркес
Іван Дуке Ма́ркес (ісп. Iván Duque Márquez; нар. 1 серпня 1976) — колумбійський правник і політик, сенатор, тридцять третій президент Колумбії.

## Біографія
Іван Дуке Маркес народився 1 серпня 1976 року в Боготі (Колумбія). Батько Іван Дуке Ескобар (1937—2016) був міністром шахт (1985—1986) за президента Белісаріо Бетанкура, губернатором департаменту Антіокія (1981—1982) і Національним реєстратором (1998—2002).
Вивчав юриспруденцію в Університеті Серхіо Арболеди (Колумбія) і міжнародне економічне право в Американському університеті (США). Крім цього, проходив державне управління в Джорджтаунському університеті (США), навчався в Гарвардській школі бізнесу (США).
З 1999 року працював консультантом в Андській корпорації розвитку, потім — радником міністра фінансів Хуана Мануеля Сантоса (пізніше президент Колумбії).
У 2001—2013 роках працював у Міжамериканському банку розвитку (BID). У 2001—2010 роках був старшим радником виконавчого директорату Колумбії, Перу і Еквадору, потім у 2010—2013 роках — начальником відділу культури, творчості та солідарності.
Був радником колишнього президента Колумбії Альваро Урібе під час роботи міжнародної комісії ООН з розслідування інциденту між Ізраїлем і Туреччиною 31 травня 2010 року біля берегів Гази.
2014 року був обраний до Сенату від партії Демократичний центр і правої коаліції.

## Президентські вибори 2018 року
У грудні 2017 року був висунутий кандидатом у президенти від партії. Набрав у першому турі близько 39 % і вийшов у другий тур президентських виборів. 17 червня 2018 року переміг у другому турі виборів, набравши 53 % голосів колумбійських виборців. 7 серпня 2018 року відбулась інавгурація Дуке як нового президента Колумбії.